# Žaltář Isabely Francouzské
Žaltář Isabely Francouzské (anglicky Psalter of Queen Isabella of England) je středověký bohatě iluminovaný rukopis uložený v Bavorské státní knihovně (BSB Cod.gall. 16).
Vznikl v letech 1303–1308 pravděpodobně v souvislosti se sňatkem anglického krále Eduarda II. s Isabelou Francouzskou, dcerou francouzského krále Filipa IV. Součástí žaltáře je kalendář, výjevy ze Starého zákona a bestiář. Sama Isabela je v žaltáři zobrazena klečící mezi znaky Francie a Anglie.